# Marte 5
Marte 5 (em russo, Марс-5) também conhecida como M-73C No.53, ou ainda 3MS No.53S, foi uma sonda espacial soviética, lançada com a intenção de explorar Marte. Lançada em 1973, ela fazia parte de um conjunto de quatro espaçonaves do tipo M-73.
As missões Marte 5 e Marte 4 deveriam entrar em órbita de Marte em 1974 e estabelecer um link de comunicação para as missões seguintes, a Marte 6 e a Marte 7. A missão anterior, a Marte 4, falhou ao não conseguir entrar em órbita de Marte como pretendido. A Marte 5 no entanto, conseguiu seu objetivo primário e entrou em órbita de Marte, no entanto, poucos dias depois, o contato com a espaçonave foi perdido.

## A espaçonave
A espaçonave Marte 5 carregava um enorme conjunto de instrumentos para estudar Marte, tais como: câmeras, um rádio telescópio, um radiômetro para raios infravermelhos, fotômetros, polarímetros, magnetômetros, equipamento para captura de plasma, analisador eletrostático, espectrômetro para raios gama, e um sistema de comunicação por rádio.
Construída pelo NPO Lavochkin, a Marte 5 foi a segunda de duas espaçonaves idênticas lançadas para Marte em 1973, sendo seguida pela Marte 5. Uma outra espaçonave do tipo M-73 foi lançada durante a "janela" de 1971, no entanto, devido a uma falha no lançamento, ela não conseguiu deixar a órbita terrestre. Como era costume para os lançamentos fracassados na época, ela foi designada como Kosmos 419. Em complemento aos orbitadores, duas missões de aterrissagem, a Marte 6 e a Marte 7, foram lançadas durante a "janela" de 1973.

## A missão
A Marte 5 foi lançada por um foguete Proton-K, tendo como estágio superior um bloco D a partir da plataforma 81/24 do Cosmódromo de Baikonur. O lançamento ocorreu as 18h55min48 UTC do dia 25 de Julho de 1973, com os primeiros três estágios colocando a espaçonave e o quarto estágio numa órbita de espera baixa antes que o quarto estágio (Bloco-D) fosse acionado para colocar a espaçonave em órbita heliocêntrica na direção de Marte.
A espaçonave realizou manobras de correção de curso em 3 de Agosto de 1973 e 2 de Fevereiro de 1974, antes de chegar a Marte em 12 de Fevereiro. As 14h44min25 os motores da espaçonave foram acionados para iniciar a inserção em órbita, que a colocou com sucesso numa órbita areocêntrica, com apogeu de 32 586 km, perigeu de 1.760 km e 35,3 graus de inclinação.
O compartimento pressurizado de instrumentos da espaçonave começou a vazar assim que a espaçonave entrou em órbita, o que os controladores acreditaram ser resultado do impacto de um Micrometeorito durante a inserção orbital. As operações cessaram em 28 de Fevereiro, tendo retornado 180 fotos das quais apenas 43 de qualidade utilizável.